# Nättjänst
Nättjänster eller Net Services kan beteckna webb-baserade applikationer som utför en tjänst eller interaktion med en användare. Till skillnad från webbtjänster, behöver en nättjänst inte kunna kommunicera med andra tjänster på andra servrar. Den behöver heller inte ha sin tjänst publikt definierad i en XML-sida. En webbsida med ren html kod som inte är dynamisk och inte interagerar med en användare kan således inte räknas som en nättjänst.